# Adolf Lortsch
Adolf Lortsch (ur. w 1883 r. w Okuniewie, zginął 21 czerwca 1940 r. w Palmirach) – polski ziemianin, biznesmen, właściciel pól naftowych w Czeczenii oraz miasta Grozny przed I wojną światową, rządca majątku w Grodzisku.

## Życiorys
Syn Piotra i Barbary z Andrzejewskich. Miał troje rodzonego rodzeństwa: Ludwikę Wandę – żonę gen. Modesta Romiszewskiego, Janinę – żonę znanego cyklisty Mieczysława Horodyńskiego, oraz Henryka. A także dwoje przyrodniego: Jadwigę Rudnicką za Adolfem Zambrzyckim i Mariana Rudnickiego.
Ojciec Adolfa, Piotr, był udziałowcem w cukrowni w Kalniku (Ukraina). Przeniósł się stamtąd do majątku w Okuniewie pod Warszawą. To tutaj urodził się w 1883 roku Adolf. Lortsch w 1905 roku powrócił do Polski z zagranicznej edukacji i po śmierci ojca przejął majątek w Grodzisku. W ciągu dwóch lat zaprzepaścił majątek i popadł w długi. Przez jakiś czas mieszkał w folwarku swojej siostry – Jadwigi Zambrzyckiej – w Kupientynie. Później Lortsch udał się do Kijowa, gdzie pracował w fabryce maszyn rolniczych Johna Fowlera. W Kijowie poznał Marię Pietrowną Bilik, wdowę po baronie von Budbergu. Kobieta odziedziczyła po baronie miasto Grozny oraz część Czeczenii z licznymi polami naftowymi. Wkrótce Maria stała się żoną dużo młodszego Lortscha. Po ślubie małżeństwo wyjechało do Kisłowodzka, gdzie Lortsch w 1913 roku został prezesem Towarzystwa Kaukaskiego. W 1917 roku do miasta wtargnęli bolszewicy, a Lortschowie uciekli do Nicei. Pełnił on tam funkcję konsula honorowego Rzeczypospolitej Polskiej. Po śmierci żony w 1931 roku wrócił do Polski i zamieszkał u siostry w majątku w Kupientynie, a później w Hotelu Wiedeńskim w Warszawie – własności jego siostry. Został aresztowany 3 maja 1940 roku przez hitlerowców i oskarżony o szpiegostwo i współpracę z Anglikami. 21 czerwca został rozstrzelany w Palmirach. Spoczywa na cmentarzu w Palmirach pod numerem 274m, mogiła XVII, krzyż 59.
Losy Adolfa Lortscha, pod nazwiskiem Ryszard Denhoff, zostały opisane w powieści Panicz Heleny Mniszek.